# 梁定邦 (醫生)

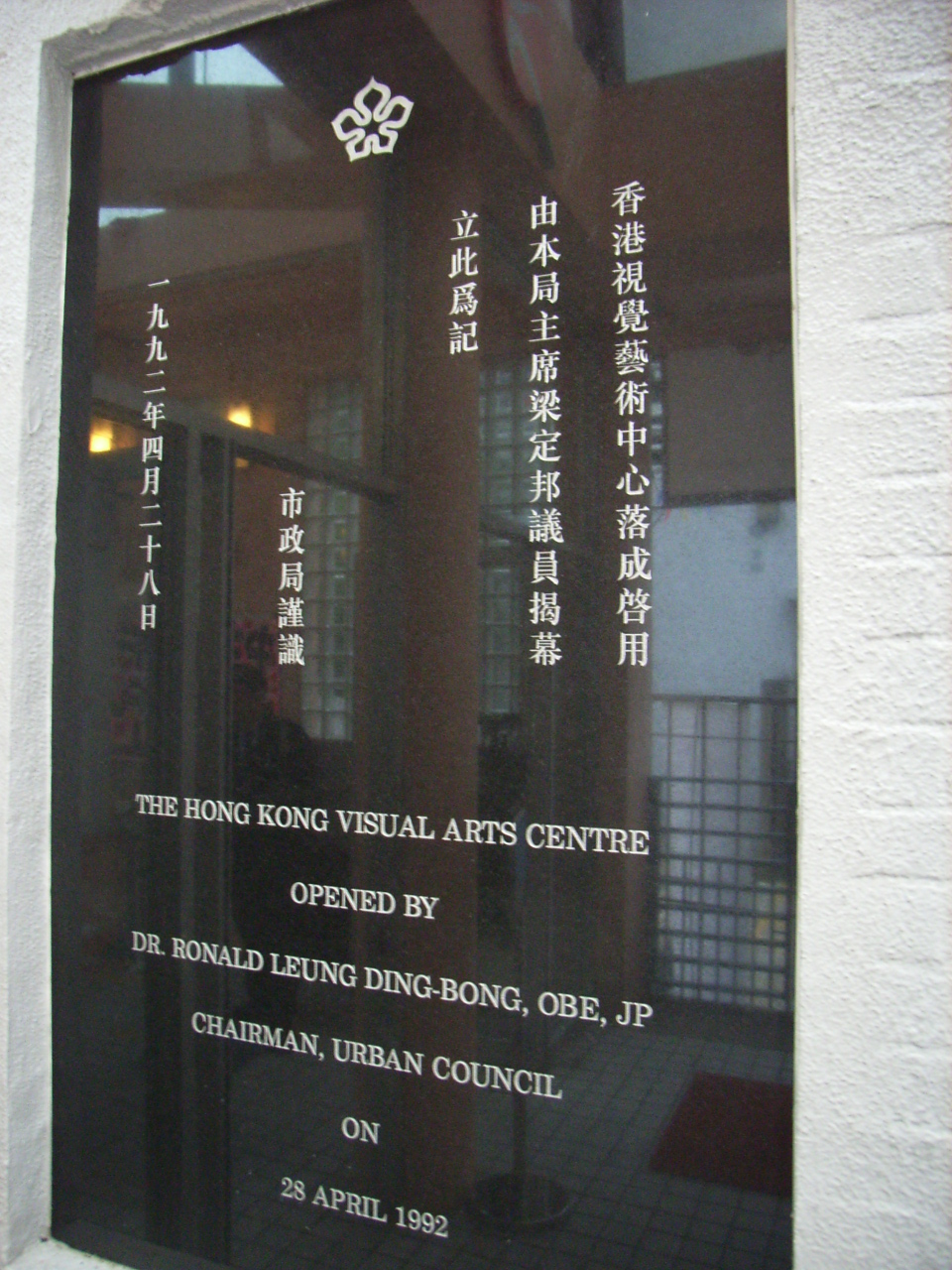
梁定邦主持香港視覺藝術中心開幕

梁定邦，OBE，JP（1934年1月20日—），籍貫廣東順德，醫生，前香港市政局主席。他在香港政府工作期間主動提出推行香港公廁的改革，並積極發起亞太公廁服務研討會，所以又有「廁所博士」的稱號。

## 簡歷
梁定邦生於中國內地，早年就讀聖士提反書院，於1952年香港英文中學會考中取得英文、中國文史、數學「良」等，物理、化學「優」等成績。他在1959年畢業於香港大學醫學系，畢業後開設私人診所。1962年取得澳洲悉尼大學熱帶病及衞生學文憑，1964年成為倫敦皇家內科醫師學會會員。他於1964年已在九龍廣華醫院任職醫生，1967年才創立梁定邦診所。到了1978年，其父親銀行家梁季彜逝世，便繼承了廣安銀行（現改名為星展銀行 (香港)）的父業，發展銀行業務。
梁定邦於1991年獲委任為香港市政局議員，並成為了香港市政局主席，直至1999年12月31日市政局解散為止。

## 個人生活
梁定邦在1961年與黃鳳雲（Lorraine）結婚，婚後育有兩名兒子。

## 趣聞
梁定邦曾於1997年與前香港市政總署署長鍾麗幗就香港中央圖書館的設計爆發罵戰。1998年在一個宣傳清潔公廁比賽的活動上，梁定邦在記者團前即場小解。

## 事件
2005年，梁定邦捲入了一宗涉及香港人女子與侄女在深圳的房產權訴訟。
2007年11月6日，梁定邦於銅鑼灣怡和街辦公室10樓遭尾隨不明男子推出升降機，糾黨綁架，賊人將梁推入體積4呎×4呎×2呎的大木箱，再用牛皮膠紙捆綁他，梁最終逃脫。2008年9月案中主謀蔣世昌之胞弟蔣世華被控一項串謀強行禁錮罪名成立，被判囚14年。2018年11月，案中另一被告、46歲中國籍男子亦被判囚14年。